# ビクトリア・ハーバー
ヴィクトリア・ハーバー（英語：Victoria Harbour、中国語繁体字：維多利亞港、簡体字：维多利亚港）は、香港にある湾や港である。

ヴィクトリア・ピークから眺めたヴィクトリア・ハーバーの世界三大夜景

## 概要
南シナ海に面し珠江デルタに浮かぶ香港島と九龍半島の間、香港の市街地の中心地に位置する面積41.88 km2の湾である。船舶の交通量が世界で最も多い湾として知られ、年間平均で約22万の船舶が航行し、香港の海運にとって重要な位置を占める。
香港の中心地にあり、ヴィクトリア・ピークから見下ろす湾の周囲の高層ビルの美しい夜景が「100万ドルの夜景」の異名を持ち世界中から観光客を呼び寄せるなど、香港の観光にとっても大きな存在である。
香港島側では、20世紀に入ると沿岸部の埋め立てが続き、海岸線が北側に大きく後退した。1997年にイギリスから中華人民共和国に返還、移譲されて以降は、さらなる埋め立てが急激に行われたために、船舶の運航に支障を来す例も見られるようになった。このため2004年に港湾当局は埋め立てを規制すると発表した。
ヴィクトリア・ハーバーの名称は、1843年にイギリスが香港島に築いた植民地ヴィクトリア市に面し、女王ヴィクトリア（在位：1837年 - 1901年）にちなんで名付けられた。名付けられる以前は「Harbour of Hongkong（香港の港）」等と呼ばれていた。

### ネオン看板
香港島サイドの高層ビルの上部や側面を中心に、「キヤノン」や「オリンパス」、「パナソニック」や「三洋電機」などの日本企業や、「フィリップス」や「LG電子」、「ING」や「サンミゲル」などの世界各国の大企業のネオン看板が掲出されており、「100万ドルの夜景」を彩る大きな要素となっている。クリスマスシーズンから旧正月にかけて、ネオン看板の下にあるビルにもきらびやかな装飾が施され、さらに彩りを添える。
また1990年代初頭までは、香港に進出していた日本のヒサヤ大黒堂により、香港島西部に「ぢ」と書かれたネオン看板が掲出され、異彩を放っていた。
香港のヴィクトリア・ハーバーは世界三大夜景の一つである。古くから「100万ドルの夜景」の異名で世界的に知られており、特に香港島のヴィクトリア・ピークや、尖沙咀のウォーターフロント・プロムナード近辺からの眺望が名高い。

### 湾内交通
湾の両側を結ぶスターフェリーがイギリスの植民地時代の19世紀末より運航されており、住人や観光客の足となっている。この他にも、自動車を運ぶカーフェリーなど、数多くの湾内航路が存在したが、1998年から1999年にかけて大幅に整理された。
1972年には両側を結ぶ自動車専用のトンネル、香港海底トンネル (Cross-Habour Tunnel)が完成した。その後の香港の経済的発展に併せて1989年に東区海底トンネル (Eastern Harbour Tunnel) が、1997年には西区海底トンネル (Western Harbour Crossing) がそれぞれ開通した。また、MTRの地下鉄路線と香港島と香港国際空港を結ぶ機場快線 (Airport Express) の路線が湾の地下を結んでいる。